# Trevor Rabin
Trevor Charles Rabin (Johannesburgo, Gauteng; 13 de enero, de 1954) es un músico sudafricano conocido por haber sido guitarrista y compositor del grupo de rock progresivo británico Yes desde 1983 hasta 1995, y desde entonces, como compositor de bandas sonoras.

## Primeros años
Rabin viene de una familia de músicos de Johannesburgo, Sudáfrica, donde su padre fue el violinista principal de la Johannesburg Philharmonic Orchestra. Estudió en una escuela pública en Johannesburgo, tomando lecciones formales de piano antes de descubrir la guitarra a los doce años de edad. Sus padres animaron su orientación hacia la música rock, aunque Rabin mantuvo su interés en la música clásica a lo largo de su carrera. Rabin también estudió brevemente orquestación, arreglo y conducción en la Universidad de Johannesburgo, como muchos connotados artistas de Sudáfrica.
Las influencias tempranas de Trevor Rabin incluyeron a Arnold Schönberg, Chaikovski, Cliff Richard y The Shadows, The Beatles y Jimi Hendrix. Él también se acercó con lo progresivo y el hard rock con sus primeras bandas en la escuela: The Conglomeration y Freedom's Children. El último grupo era de músicos más maduros cuyas canciones cuestionaron la política del apartheid del gobierno sudafricano. Durante este mismo período, Rabin llegó a ser un importante cantante, guitarrista y bajista de sesión, tocando con muchas bandas de jazz en Sudáfrica. Cuando Rabin cumplió 19 años cumplió con su obligación en el Ejército sudafricano, donde sirvió en la división de entrenamiento.
En 1974, Trevor Rabin formó su primer grupo importante, Rabbitt junto con Neil Cloud (batería), Robot Ronnie (bajo) y Duncan Faure (teclados, guitarra y voz). Rabbitt realmente empezó un año antes, durante el reclutamiento de Rabin en el ejército, pero realmente se fue en 1975 que se dio a conocer boca a boca con el concierto que dieron en el “Easy Club” en Johannesburgo. Su primer sencillo se soltó en 1975, era una versión de Jethro Tull "Locomotive Breath" el cual aparecería después en su álbum debut, Boys Will Be Boys con canciones originales destacadas escritas por Trevor Rabin.
El segundo álbum de Rabbitt, A Croak and a Grunt in the Night, se publicó en 1977. Trevor Rabin llegó ganar un premio sudafricano por su coproducción en el álbum. Rápidamente lograron un contrato de grabación y distribución con Capricorn en los Estados Unidos, pero Rabbitt estaba imposibilitado de hacer giras en el extranjero debido al rechazo internacional de las políticas del apartheid contra Sudáfrica. Como resultado, Trevor Rabin decidió abandonar el país. Después de grabar un álbum sin Trevor Rabin, Rabbitt se disolvió ese mismo año.
Después emigrar a Londres en 1978, Trevor Rabin grabó su primer álbum como solista, Beginnings, el cual se salió al mercado simplemente como Trevor Rabin, con una lista de temas ligeramente diferente. Mientras algunas canciones recordaban su paso por Rabbitt, en general, el sonido de Rabin era un poco más estilizado anticipando lo que serían sus futuras realizaciones.